# Delphine de Vigan
(Delphine De Vigan, Gli effetti secondari dei sogni)
Delphine de Vigan (Boulogne-Billancourt, 1º marzo 1966) è una scrittrice francese.
Dopo la laurea magistrale in comunicazione e risorse umane presso il CELSA Sorbonne University di Parigi, trova lavoro in un istituto di sondaggi. 
Il suo primo libro, Giorni senza fame, è stato pubblicato nel 2001 dalle edizioni Grasset sotto lo pseudonimo di Lou Delvig : si tratta di un romanzo autobiografico sulla battaglia e la guarigione di una ragazza di 19 anni contro l'anoressia.
Nel 2005 pubblica un secondo romanzo, Les jolis garçons, costituito da tre storie di una giovane donna, Emma. Poi, scavando nel tema delle difficoltà amorose e della memoria, ha pubblicato nel 2005 Una sera di dicembre, vincitore del Prix littéraire Saint-Valentin nel 2006.
Nel 2007 ha pubblicato Gli effetti secondari dei sogni (titolo originale: No et moi), un romanzo di formazione che affronta il tema dell'emarginazione sociale attraverso la storia di un'adolescente dotata che stringe amicizia con una giovane senzatetto.
Il libro ha ricevuto diversi riconoscimenti, tra cui il premio del Rotary International nel 2008 e il Premio dei Librai (Prix des Libraires) in Francia.
Nel 2010 dal romanzo è stato tratto l'adattamento cinematografico No et moi, diretto da Zabou Breitman.
Nel 2008 Delphine de Vigan ha partecipato alla pubblicazione di Sotto il cappotto, una raccolta di cartoline erotiche degli anni folli.
Nel 2011 il suo Niente si oppone alla notte, biografia romanzata della vita e del suicidio di sua madre Lucile Poirier, è stato tra i finalisti al premio Goncourt e risultato il libro più venduto dell'anno in Francia.
Nel 2015 esce il romanzo Da una storia vera, incentrato sulla figura di L., una donna affascinante e misteriosa. Nello stesso anno, il libro riceve il premio Renaudot e il premio Goncourt des lycéens. Nel 2016 il regista Roman Polanski inizia le riprese dell'adattamento cinematografico del romanzo, distribuito nel 2017 e presentato in Italia con il titolo Quello che non so di lei. 

## Opere
- Giorni senza fame (Jours sans faim, 2001), Collana Oscar Contemporanea, Milano, Mondadori, 2014, ISBN 978-88-0464-595-5.
- Les Jolis Garçons, 2005
- Un soir de décembre, 2005
- Gli effetti secondari dei sogni (No et moi, 2007), traduzione di M. Bellini, Collana Scrittori italiani e stranieri, Milano, Mondadori, 2008, ISBN 978-88-0457-873-4.
- Sous le manteau, 2008
- Le ore sotterranee, Collana Scrittori italiani e stranieri, Milano, Mondadori, 2010, ISBN 978-88-0460-132-6.
- Niente si oppone alla notte (Rien ne s'oppose à la nuit, 2011), Collana Scrittori italiani e stranieri, Milano, Mondadori, 2012, ISBN 978-88-0462-116-4.
- Da una storia vera (D'après une histoire vraie, 2015), Collana Scrittori italiani e stranieri, Milano, Mondadori, 2016, ISBN 978-88-0466-173-3.
- Le fedeltà invisibili (Les loyautés, 2018), traduzione di Margherita Botto, Collana Supercoralli, Torino, Einaudi, 2018, ISBN 978-88-0623-852-0.
- Le gratitudini (Les Gratitudes, 2019), traduzione di Margherita Botto, Collana Supercoralli, Torino, Einaudi, 2020, ISBN 978-88-0624-352-4.
- Tutto per i bambini (Les enfants sont rois), traduzione di Margherita Botto, Collana Supercoralli, Torino, Einaudi, 2022, ISBN 9788806251024